# Caccia per sfinimento
La caccia per sfinimento è un'antichissima tecnica di caccia che consiste nell'inseguimento della preda per un lungo periodo di tempo, fino all'esaurimento delle forze della stessa, e conseguente cattura da parte del predatore. Peculiare della razza umana, è stata probabilmente la prima tecnica di caccia praticata dagli uomini del paleolitico. Il successo di questa tecnica, poi abbandonata con l'invenzione delle armi da lancio, si basa sulle caratteristiche fisiche rispettivamente di predatore e preda: l'uomo, per via della postura eretta, non è in grado di competere in velocità con la maggior parte dei quadrupedi, e quindi la cattura dopo un breve inseguimento non si rivela un buon metodo di caccia, mentre la caccia per sfinimento si rivela la tecnica ottimale, dal momento che sulle lunghe distanze l'uomo è molto più resistente rispetto agli altri mammiferi. Questa caratteristica è essenzialmente dovuta alla massiccia presenza delle ghiandole sudoripare, non altrettanto sviluppate o addirittura assenti nella maggior parte dei mammiferi, che permettono di mantenere l'omeostasi termica dell'organismo sotto sforzo ed aumentare notevolmente la resistenza alla fatica.
Da questa antichissima tipologia di caccia si è sviluppata la caccia alla seguita, diffusasi in Europa come intrattenimento per l'aristocrazia a partire dal XIV secolo.

## Caccia per sfinimento in età contemporanea

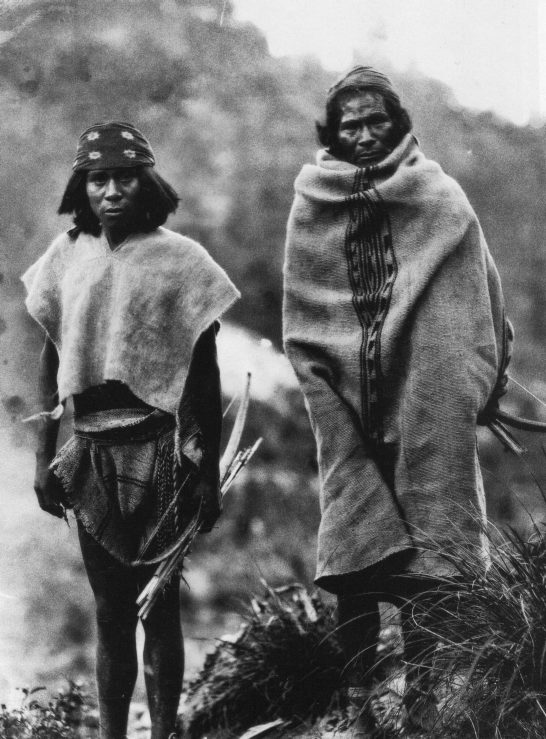
Due indios Tarahumara fotografati da Carl Sofus Lumholtz nel 1892 a Tuaripa, in Chihuahua.

La tecnica di caccia viene ancora oggi utilizzata presso popolazioni indigene dell'America Settentrionale e dell'Africa Meridionale. In particolare gli indios Tarahumara, popolo indigeno della Sierra Madre del Messico del Nord, sono dediti alla caccia del cervo con l'impiego di tale pratica. La tecnica è inoltre adottata dalle popolazioni tribali del deserto del Kalahari per cacciare le antilopi.